# ابوالفضل میرشمس شهشهانی
ابوالفضل میرشمس شهشهانی وکیل، حقوقدان و نخستین دادستان تهران بعد از انقلاب بود که بعد از یک سال از سمت خود استعفا کرده و به سمت دادستان قضایی کل کشور منصوب شد.
شهشهانی در حال حاضر به امر وکالت اشتغال دارد.

## فعالیت‌های قضائی
شهشهانی بعد از انقلاب به عنوان نخستین دادستان عمومی تهران شروع به فعالیت کرد ولی بعد از یک سال در اعتراض به نداشتن اختیارات قضائی و ماجرای دستگیری و آزادی محمد منتظری استعفا داد. در همان زمان وی از سوی مصطفی چمران معاون نخست‌وزیر دولت موقت به عضویت در ساواک متهم شده و از خروج او از کشور و صدور گذرنامه اش جلوگیری شد. او پس از استعفا به سمت معاون قضایی دادستان کل کشور منصوب شد.
میر شمس شهشهانی بعد از انقلاب تا تیرماه ۱۳۵۸ عضو هیئت تصفیه وزارت دادگستری بود.

## فعالیت‌های سیاسی
بعد از کناره‌گیری از سمت دادستانی، شهشهانی به عنوان وکیل به فعالیت‌های خود ادامه داد.
شهشهانی در تأسیس جمعیت دفاع از آزادی و حاکمیت ملت ایران مشارکت داشته و در سال ۱۳۶۹ و بعد از نامه ۹۰ امضایی دستگیر و به همراه بسیاری دیگر از امضا کنندگان نامه مدتی را در زندانهای انفرادی می‌گذراند. او در مواردی مانند حمایت از زندانیان ملی مذهبی، اعتراض به رفتارهای دولت و … از امضا کنندگان بیانیه‌های مربوطه بود.
شهشهانی بعد از تأسیس شورای ائتلاف ملی-مذهبی به این گروه پیوست و در راستای فعالیت‌های ائتلاف ملی - مذهبی فعالیت کرد.